# Paratoceras
Genre
Paratoceras est un genre fossile de mammifères placentaires artiodactyles de la famille des Protocératidés. On n'en connaît cinq espèces dont l'espèce type est Paratoceras macadamsi décrite en 1937, qui ont vécu en Amérique du Nord et en Amérique centrale au cours du Miocène, il y a entre 20,4 et 10,3 millions d'années.

## Description

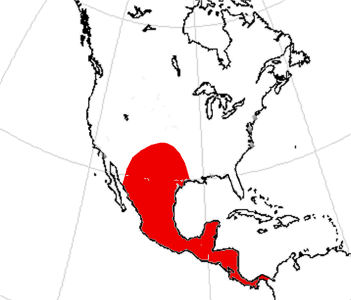
Aire de répartition supposée de Paratoceras.

Les membres du genre Paratoceras étaient des artiodactyles de petites tailles assez semblables aux cervidés sans bois ou aux Antilocapridae bien qu'apparentés à la famille des Camelidae ou aux Tragulidae. Ils étaient dotés de grandes cornes triangulaires au-dessus des yeux, recourbées vers l'arrière, et de petites protubérances au-dessus des mâchoires. Leur caractéristique la plus insolite, cependant, était une corne occipitale saillante à l'arrière du crâne, fourchue et ressemblant vaguement à une hélice. Les prémolaires étaient grandes et non réduites, tandis que les molaires étaient à couronne basse (brachyodontes), bien que moins basses que celles d'autres protoceratidae. La crête sagittale était plus basse que celle d'autres formes similaires, comme les Protoceras. Le cubitus était fin et fusionné au radius sur une grande partie de sa longueur. Ils étaient plus grands que les membres de leur famille ayant vécu lors de l'Éocène comme Trigenicus, Toromeryx ou Pseudoprotoceras. Ils devaient faire entre 70 et 80 kg.

## Répartition
Paratoceras vivaient en Amérique du Nord et en Amérique centrale. Ses fossiles ont été retrouvés aux États-Unis dans l'État du Texas. Au Mexique dans les États du Chiapas et de l'Oaxaca. Mais surtout au Panama dans la zone du canal de Panama sur la rive nord de celui-ci, dans la Province de Panama Ouest. 

## Liste des espèces
Selon Paleobiology Database (13 août 2025) :
- †Paratoceras coatesi Rincón et al., 2015
- †Paratoceras macadamsi Frick, 1937 - espèce type
- †Paratoceras orarius Rincón et al., 2015
- †Paratoceras tedfordi Webb et al., 2003
- †Paratoceras wardi Patton & Taylor, 1973

## Systématique
Le nom valide complet (avec auteur) de ce taxon est Paratoceras Frick, 1937,.

### Publication originale
- (en) Childs Frick, « Horned ruminants of North America », Bulletin of the American Museum of Natural History, New York, Musée américain d'histoire naturelle, vol. 69,‎ 31 mars 1937, p. 1-669 (ISSN 0003-0090 et 1937-3546, OCLC 1287364, lire en ligne).